# .kp
.kp е интернет домейн от първо ниво за Северна Корея. Създаден е на 24 септември 2007. Администрира се от Корейския компютърен център.